# مقاطعة فتربة
 مقاطعة فِتِربة أو فِتِربو أو (نقحرة: فيتيربو) (بالإيطالية: Province of Viterbo)‏، مقاطعة وسط إيطاليا في شمال إقليم لاتسيو عاصمتها مدينة فيتيربو، يبلغ سكانها حوالي 299.830 نسمة ومساحتها 3612 كليومتر مربع وبها 60 مدينة وبلدة وقرية، يحدها شمالا إقليم تُسكانة (عند مقاطعة غروسيتو ومقاطعة سيينا)، ومن الشمال الشرقي إقليم أُمبِرية (عند مقاطعة تِرنة)، وشرقا مقاطعة ريتة، وجنوبا مقاطعة روما، مطلةً من الغرب على بحر طرانة.

## معرض صور

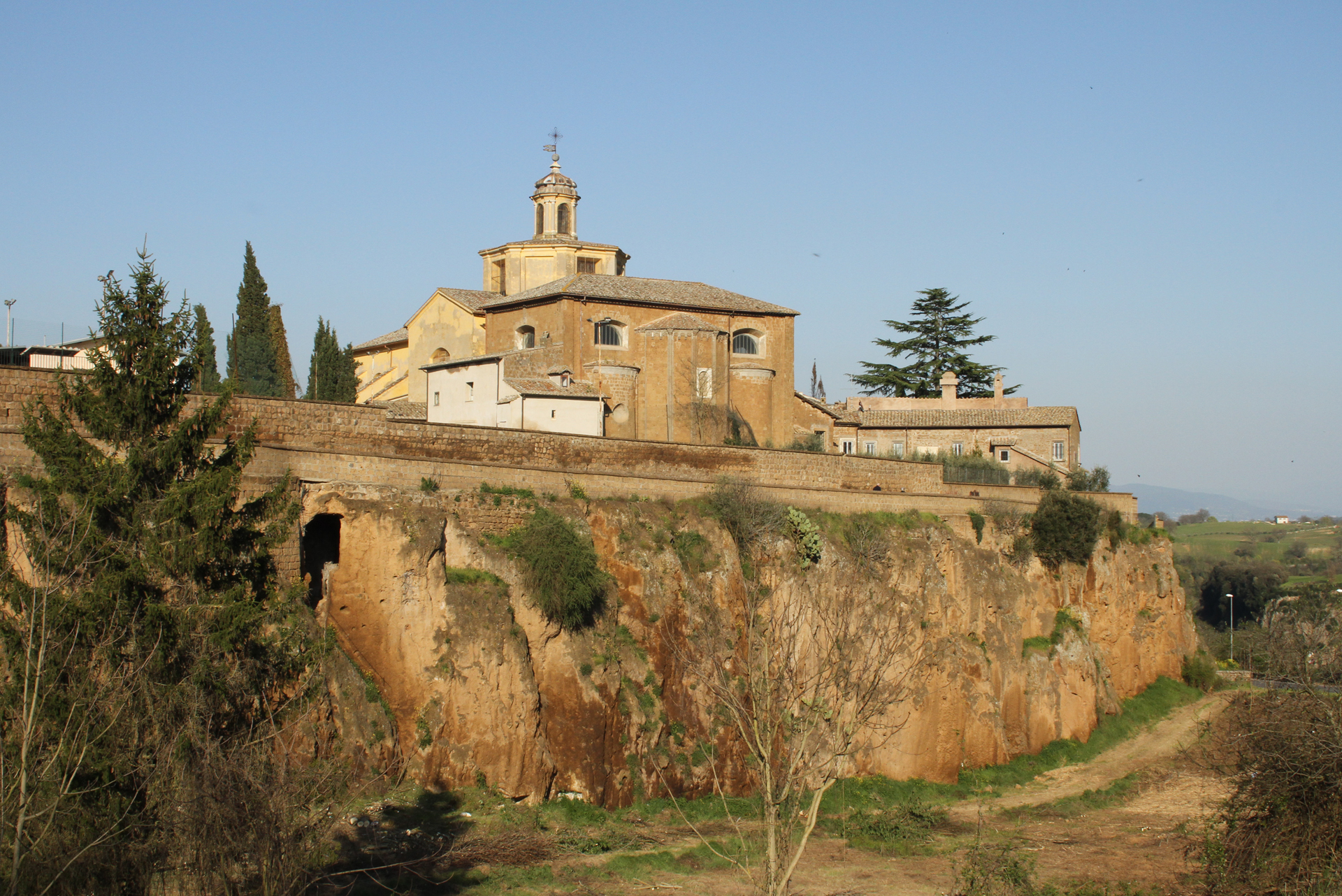
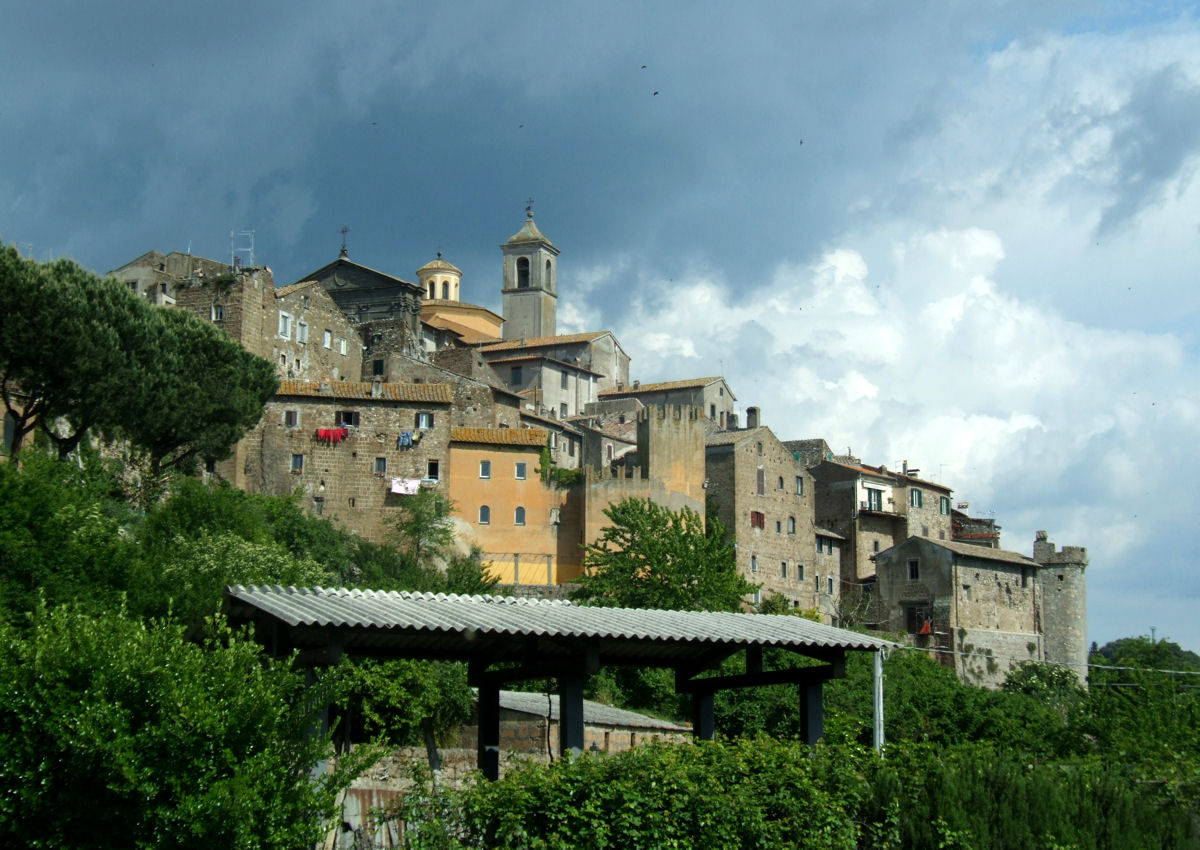
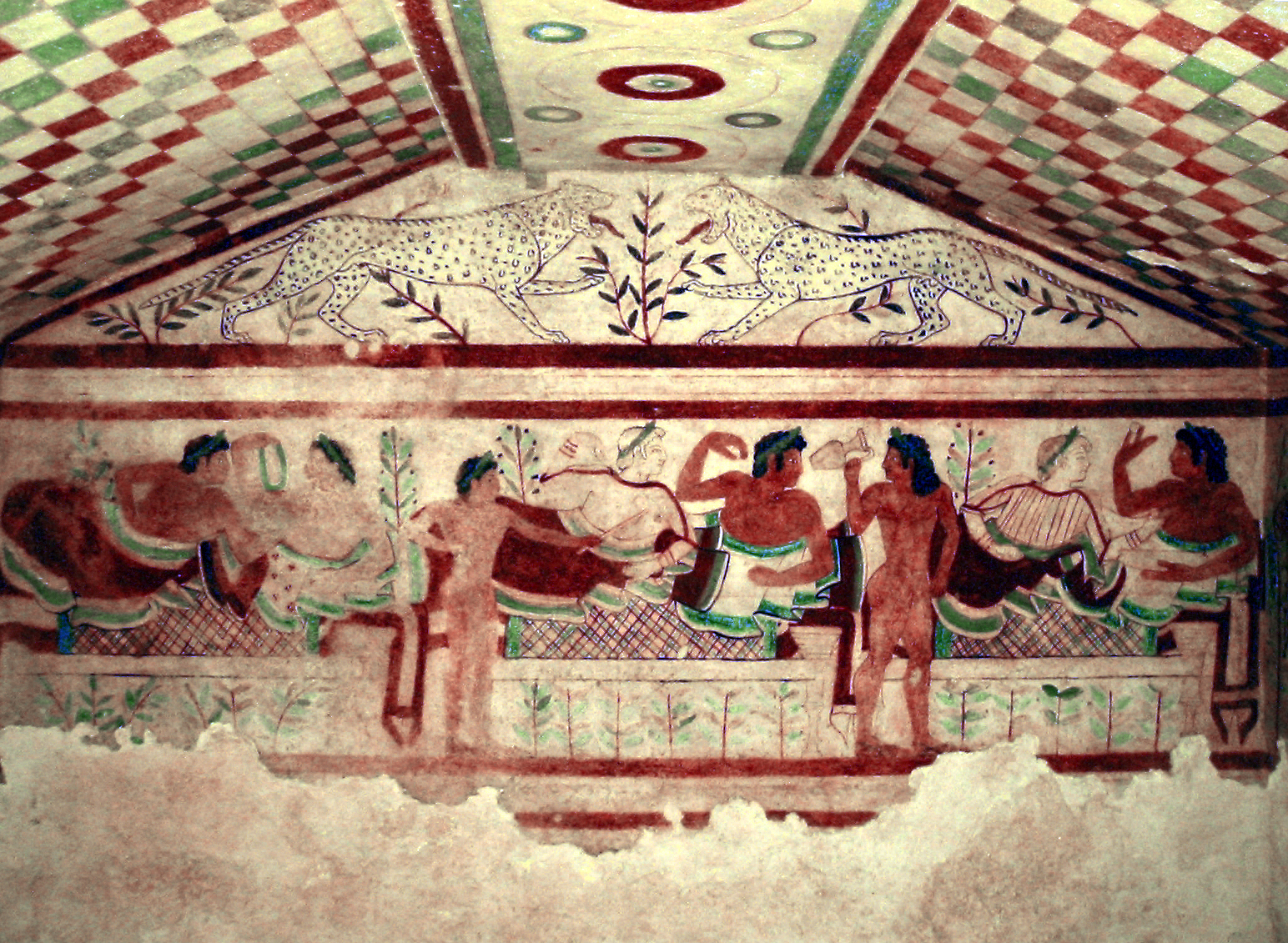
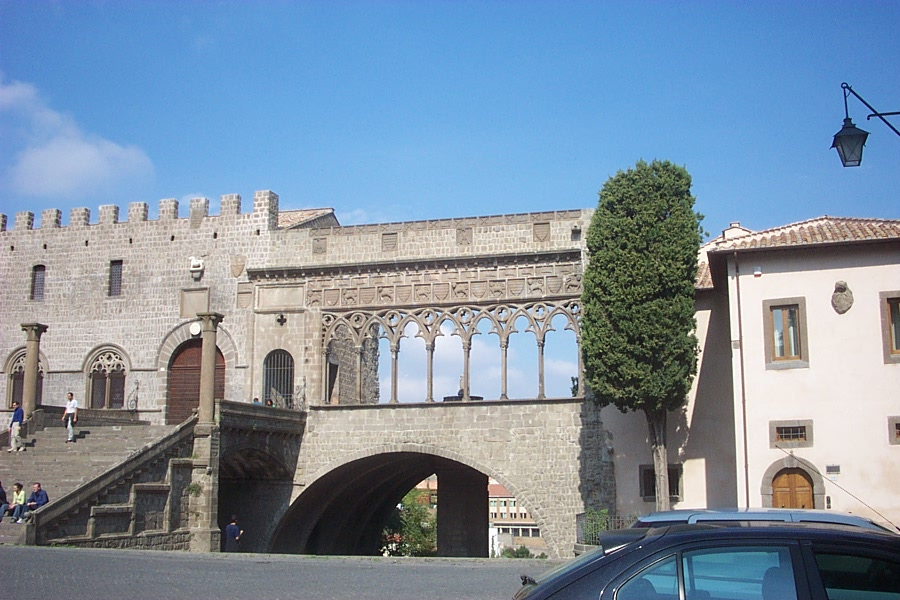
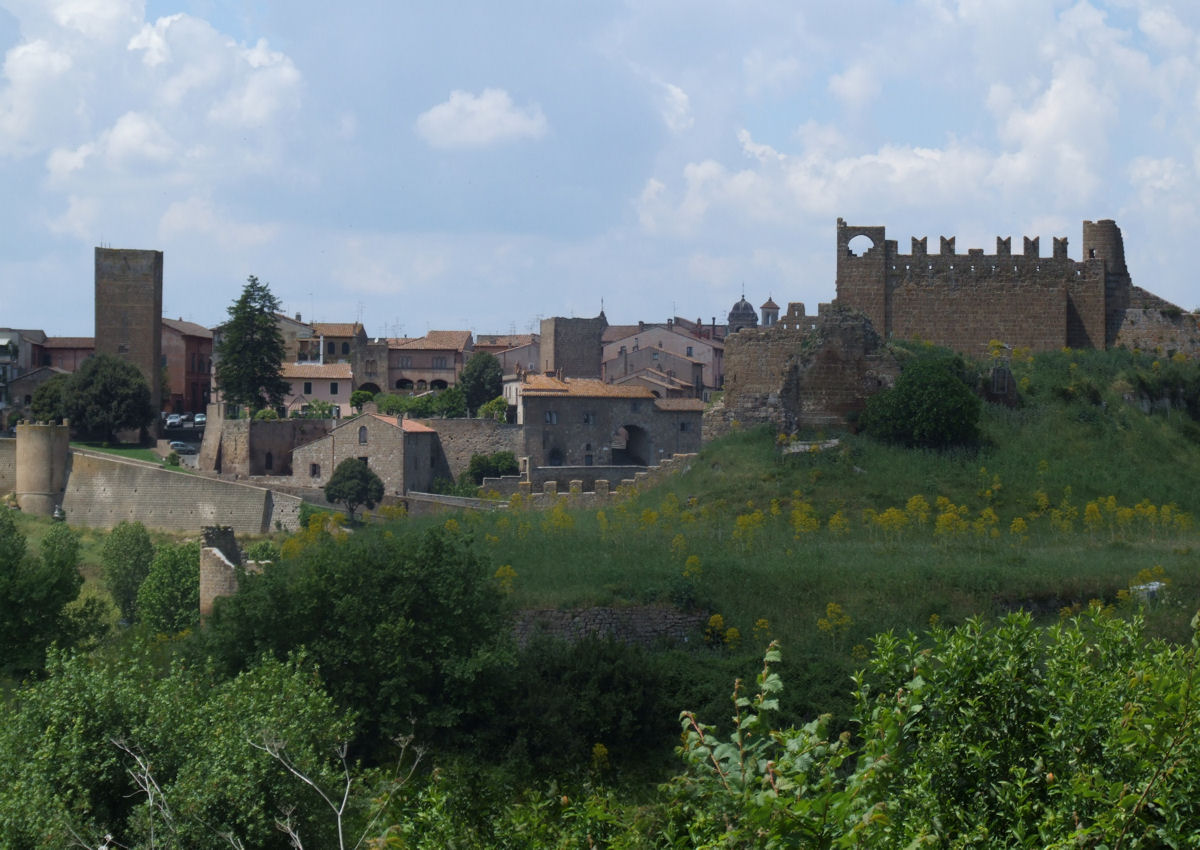